# Kader Firoud
Pour les articles homonymes, voir Firoud.
Abdelkader Firoud, connu sous le nom de Kader Firoud, né le 11 octobre 1919 à Oran et mort le 3 avril 2005 à Nîmes, est un footballeur algéro-français reconverti entraîneur. Il est 4 fois vice-champion de France en tant qu’entraîneur du Nîmes Olympique (1958 à 1960 puis 1972). Il est entraîneur français de l'année 1971.

## Biographie
Fils d'un restaurateur, il est le frère de Mohamed Firoud, également footballeur, et le père d'Éric Firoud, homme politique, candidat aux élections municipales à Nîmes à plusieurs reprises.
Kader Firoud débute dans les équipes de jeunes de l'USM Oran, il rejoint le Mouloudia Club d'Alger durant trois saisons dans le cadre de sa formation pour devenir instituteur qu'il a effectué à Alger. Pendant la Seconde Guerre mondiale, il se fait remarquer à l'occasion d'un match officieux entre l'équipe d'Afrique du Nord et celle de métropole. Il est ainsi recruté par Toulouse où il évolue de 1942 à 1945 avec un passage dans l'équipe Grenoble-Dauphiné, à la suite des réformes du Colonel Pascot. Il abandonne son poste d'attaquant pour devenir demi-aile. Après la guerre, il signe à Saint-Étienne (1945-1949) avant de rejoindre les Crocodiles nîmois alors en D2. Il y restera six saisons. Le transfert a porté sur un montant de 2,3 millions d'anciens francs. Kader Firoud est alors défini comme un joueur hargneux, habité par l'envie de vaincre. Il participe au Nîmes Olympique comme joueur de 1948 à 1954, et comme entraîneur de 1955 à 1964, puis de 1969 à 1978, avant de devenir manager général du club jusqu'en 1980.
Capitaine dès sa première saison, il joue un grand rôle dans l'accession de Nîmes en D1. Lors de la saison 1950-1951, Nîmes termine 4e du championnat et Firoud attire l'attention des sélectionneurs. Il fait ses débuts sous le maillot Bleu le 3 octobre 1951 à Highbury lors du match Angleterre-France. Malgré un but contre son camp, la France obtient le nul 2-2. Il fut également sélectionné lors des cinq autres matchs internationaux de cette saison. Lors de sa dernière sélection, Kader Firoud participe à un match amical en Belgique le 22 mai 1952 au stade du Heysel (score 1-2). Sa carrière de joueur est stoppée net par un grave accident de voiture dont il est victime, alors qu'il revient de Berne après avoir assisté à la finale de la Coupe du monde 1954.
Il devient entraîneur dès 1955 en prenant en mains « ses » Crocodiles nîmois, avec des entraînements réputés « à la dure » (1955 à 1962, puis 1969 à 1978). Ses années d'entraîneur sont considérées comme l'âge d'or du Nîmes Olympique : sous sa conduite, Nîmes joue en effet les premiers rôles en championnat. Trois fois deuxième, en 1958, 1959 et 1960, les joueurs  se qualifient aussi par deux fois pour la finale de la Coupe de France, mais l'équipe échoue toujours au stade ultime, en 1958 et 1961. Le club remporte encore la Coupe Charles Drago en 1956, et participe au Challenge des champions en 1958.
En 1964, à la suite d'une proposition de Jean-Baptiste Doumeng, le président toulousain, il rejoint le club de la ville rose. Il y reste trois saisons, puis il devient directeur des sports de l'Algérie. Kader Firoud retrouve Nîmes entre 1969 et 1978 (vainqueur de la Coupe des Alpes en 1972, finaliste en 1976). Ultime mandat de 1980 à 1982 : il dirige Montpellier avec une promotion en Division 1 à la clé (1er du groupe A, et vice-champion de France de D2 1981).
Kader Firoud a dirigé depuis le banc le nombre record de 782 matchs de D1 (323 victoires, 264 défaites, 195 nuls) ; seul Guy Roux fait mieux. Sous sa direction, les internationaux d'origine gardoise René Girard, Michel Mézy, et Bernard Boissier ont émergé.

## Palmarès

### En tant que joueur
- Champion de France de Division 2 en 1950 avec Nîmes

### En tant qu'entraîneur
- Championnat de France :
  - Vice-champion : 1958, 1959, 1960, 1972.

- Finaliste  de Challenge des champions : 1958

- Finaliste  de la Coupe de France : (2) 1958, 1961 avec Nîmes
- Vainqueur de la Coupe Charles Drago 1956 avec Nîmes
- Vainqueur de la Coupe des Alpes 1972 avec Nîmes
  - Finaliste : 1976
- 6 sélections en équipe de France A, de 1951 à 1952

### Distinctions personnelles
- Élu entraîneur français de l'année d'après le magazine France Football en 1971

### Sources
- Guy Sitruk, « Firoud, la fin d'un missionnaire », France Football, n° 3078, mardi 5 avril 2005, page 19
- Marc Barreaud, Dictionnaire des footballeurs étrangers du championnat professionnel français (1932-1997), l'Harmattan, 1997
- Guillaume Mollaret, « Kader Firoud, le champion de la première division », La Gazette, n° 408, 29 mars au 4 avril 2007, page 17
- Max Urbini et Jean-Philippe Réthacker, « Kader Firoud : footballeur mon ami, secoue-toi ! », Football Magazine, n° 16, mai 1961, page 13